# Perca (Vogošća)
Perca es una población rural de la municipalidad de Vogošća, en Bosnia y Herzegovina.

## Demografía
Hasta 1991 la población era de 8 habitantes.